# Elytrimitatrix guisayotea
Elytrimitatrix guisayotea es una especie de escarabajo longicornio del género Elytrimitatrix, familia Cerambycidae, orden Coleoptera. Fue descrita científicamente por Santos-Silva & Hovore en 2008.

## Descripción
Mide 14,2 milímetros de longitud.

## Distribución
Se distribuye por Honduras.